# Admete magellanica
Admete magellanica is een zeeslakkensoort uit de familie van de Cancellariidae. De wetenschappelijke naam van de soort is voor het eerst geldig gepubliceerd in 1905 door Hermann Strebel. Ze wordt aangetroffen in de zuidelijke Atlantische Oceaan nabij Argentinië, de Falklandeilanden en Vuurland. De soortnaam verwijst naar Ferdinand Magellaan en de naar hem genoemde zeestraat.